# Hammouda Maâm'ri
Hammouda Maâmri est un footballeur tunisien évoluant au poste de milieu. Il mesure 1,71 m pour un poids de 65 kg.

## Clubs
- 2006-2007 : Étoile olympique La Goulette Kram ( Tunisie)
- 2007-2008 : El Gawafel sportives de Gafsa ( Tunisie)
- 2008-2010 : Club africain ( Tunisie)
- 2010-2011 : Olympique de Béja ( Tunisie)
- 2011-2014 : Avenir sportif de Kasserine ( Tunisie)
- 2014-201.. : Étoile olympique de Sidi Bouzid ( Tunisie)

## Palmarès
- Coupe nord-africaine des clubs champions :
  - Vainqueur : 2008-09